# VM i banecykling 2017
VM i banecykling 2017 var verdensmesterskaberne i banecykling i 2017. De fandt sted i Hong Kong i Hong Kong Velodrome fra 12. til 16. april 2017.

## Medaljer

### Medaljeoversigt
| Placering | Land           | Guld | Sølv | Bronze | Total |
| --------- | -------------- | ---- | ---- | ------ | ----- |
| 1         | Australien     | 3    | 5    | 3      | 11    |
| 2         | Frankrig       | 3    | 1    | 1      | 5     |
| 3         | Rusland        | 3    | 0    | 1      | 4     |
| 4         | Tyskland       | 2    | 2    | 1      | 5     |
| 4         | Storbritannien | 2    | 2    | 1      | 5     |
| 6         | USA            | 2    | 1    | 1      | 4     |
| 7         | New Zealand    | 1    | 2    | 2      | 5     |
| 8         | Belgien        | 1    | 1    | 3      | 5     |
| 9         | Italien        | 1    | 1    | 1      | 3     |
| 10        | Polen          | 1    | 0    | 1      | 2     |
| 11        | Malaysia       | 1    | 0    | 0      | 1     |
| 12        | Holland        | 0    | 3    | 1      | 4     |
| 13        | Colombia       | 0    | 2    | 0      | 2     |
| 14        | Tjekkiet       | 0    | 1    | 1      | 2     |
| 15        | Hong Kong      | 0    | 0    | 1      | 1     |
| 15        | Spanien        | 0    | 0    | 1      | 1     |
| Total     | Total          | 20   | 21   | 19     | 60    |

### Medaljevindere
| Mændenes konkurrencer   | | | |
| Sprint                  | Denis Dmitrijev · Rusland                                                                                     | Harrie Lavreysen · Holland                                                                           | Ethan Mitchell · New Zealand                                                                        |
| 1 km tidskørsel         | François Pervis · Frankrig                                                                                    | Tomáš Bábek · Tjekkiet · Quentin Lafargue · Frankrig                                                 | Ikke uddelt                                                                                         |
| Ind. forfølgelsesløb    | Jordan Kerby · Australien                                                                                     | Filippo Ganna · Italien                                                                              | Kelland O'Brien · Australien                                                                        |
| Holdforfølgelsesløb     | Australien · Sam Welsford · Cameron Meyer · Alexander Porter · Nick Yallouris · Kelland O'Brien · Rohan Wight | New Zealand · Regan Gough · Pieter Bulling · Dylan Kennett · Nicholas Kergozou                       | Italien · Simone Consonni · Liam Bertazzo · Filippo Ganna · Francesco Lamon · Michele Scartezzini   |
| Holdsprint              | New Zealand · Ethan Mitchell · Sam Webster · Eddie Dawkins                                                    | Holland · Jeffrey Hoogland · Harrie Lavreysen · Matthijs Büchli · Theo Bos · Nils van 't Hoenderdaal | Frankrig · Benjamin Edelin · Sebastien Vigier · Quentin Lafargue · François Pervis                  |
| Keirin                  | Azizulhasni Awang · Malaysia                                                                                  | Fabián Puerta · Colombia                                                                             | Tomáš Bábek · Tjekkiet                                                                              |
| Scratch                 | Adrian Tekliński · Polen                                                                                      | Lucas Liss · Tyskland                                                                                | Christopher Latham · Storbritannien                                                                 |
| Pointløb                | Cameron Meyer · Australien                                                                                    | Kenny De Ketele · Belgien                                                                            | Wojciech Pszczolarski · Polen                                                                       |
| Parløb                  | Frankrig · Morgan Kneisky · Benjamin Thomas                                                                   | Australien · Cameron Meyer · Callum Scotson                                                          | Belgien · Moreno De Pauw · Kenny De Ketele                                                          |
| Omnium                  | Benjamin Thomas · Frankrig                                                                                    | Aaron Gate · New Zealand                                                                             | Albert Torres · Spanien                                                                             |
| Kvindernes konkurrencer | | | |
| Sprint                  | Kristina Vogel · Tyskland                                                                                     | Stephanie Morton · Australien                                                                        | Lee Wai Sze · Hong Kong                                                                             |
| 500 m tidskørsel        | Darja Sjmeleva · Rusland                                                                                      | Miriam Welte · Tyskland                                                                              | Anastasija Vojnova · Rusland                                                                        |
| Ind. forfølgelsesløb    | Chloe Dygert · USA                                                                                            | Ashlee Ankudinoff · Australien                                                                       | Kelly Catlin · USA                                                                                  |
| Holdforfølgelsesløb     | USA · Kelly Catlin · Chloe Dygert · Kimberly Geist · Jennifer Valente                                         | Australien · Amy Cure · Ashlee Ankudinoff · Alexandra Manly · Rebecca Wiasak                         | New Zealand · Racquel Sheath · Rushlee Buchanan · Kirstie James · Jaime Nielsen · Michaela Drummond |
| Holdsprint              | Rusland · Darja Sjmeleva · Anastasija Vojnova                                                                 | Australien · Kaarle McCulloch · Stephanie Morton                                                     | Tyskland · Miriam Welte · Kristina Vogel                                                            |
| Keirin                  | Kristina Vogel · Tyskland                                                                                     | Martha Bayona · Colombia                                                                             | Nicky Degrendele · Belgien                                                                          |
| Scratch                 | Rachele Barbieri · Italien                                                                                    | Elinor Barker · Storbritannien                                                                       | Jolien D'Hoore · Belgien                                                                            |
| Pointløb                | Elinor Barker · Storbritannien                                                                                | Sarah Hammer · USA                                                                                   | Kirsten Wild · Holland                                                                              |
| Parløb                  | Belgien · Lotte Kopecky · Jolien D'Hoore                                                                      | Storbritannien · Elinor Barker · Emily Nelson                                                        | Australien · Amy Cure · Alexandra Manly                                                             |
| Omnium                  | Katie Archibald · Storbritannien                                                                              | Amy Cure · Australien                                                                                | Kirsten Wild · Holland                                                                              |

- Konkurrencer mærket med skygge (gråt) er ikke-olympiske discipliner